# 徐岱 (正德進士)
徐岱（1483年—？年），字世瞻，號鲁峰，四川嘉定州威遠縣人，明朝政治人物。

## 生平
正德八年（1513年）癸酉科四川鄉試第二十一名舉人，正德十二年（1517年）丁丑科會試一百九十九名，廷试三甲三十七名進士。户部观政，授浙江会稽县知县，嘉靖初升任雲南道监察御史，丁忧归，服阕，嘉靖三年（1524年）十二月復除浙江道，巡按江西。以事謫州判，七年升吴江知县，次年致仕。

## 家族
曾祖徐以禮；祖徐恭；父徐尚廉，壽官；母余氏。